# Lista stadionów piłkarskich w Danii
Lista stadionów piłkarskich w Danii składa się z obiektów drużyn znajdujących się w Superligaen (I poziomie ligowym Danii) oraz 1. division (II poziomie ligowym Danii). Na najwyższym poziomie rozgrywkowym znajduje się 12 drużyn, oraz na drugim poziomie również 12 drużyn, których stadiony zostały przedstawione w poniższej tabeli według kryterium pojemności, od największej do najmniejszej. Tabela uwzględnia również miejsce położenia stadionu (miasto oraz region), klub do którego obiekt należy oraz rok jego otwarcia lub ostatniej renowacji.
Do listy dodano również stadiony o pojemności powyżej 3 tys. widzów, które są areną domową drużyn z niższych lig lub obecnie w ogóle nie rozgrywano mecze piłkarskie.
Legenda:

    – stadiony IV kategorii UEFA

    – stadiony w budowie lub przebudowie

    – stadiony zamknięte lub zburzone
| Lp | Nazwa stadionu              | Miejscowość      | Region             | Drużyny                                                           | Otwarty / renowacja | Pojemność      | Zdjęcie |
| -- | --------------------------- | ---------------- | ------------------ | ----------------------------------------------------------------- | ------------------- | -------------- | ------- |
| 1  | Parken                      | Kopenhaga        | Region Stołeczny   | Reprezentacja Danii (1992–), FC København                         | 1992 / 2009         | 38 009         |         |
| 2  | Brøndby Stadion             | Brøndby          | Region Stołeczny   | Brøndby IF                                                        | 1965 / 2000         | 29 000         |         |
| 3  | NRGi Park                   | Aarhus           | Jutlandia Środkowa | Aarhus GF                                                         | 1920 / 2001         | 20 200         |         |
| 4  | Blue Water Arena            | Esbjerg          | Dania Południowa   | Esbjerg fB                                                        | 1955 / 2009         | 18 000         |         |
| 5  | TRE-FOR Park                | Odense           | Dania Południowa   | Odense BK                                                         | 1941 / 1997         | 15 761         |         |
| 6  | Frederikshavn Stadion       | Frederikshavn    | Jutlandia Północna | Frederikshavn FI                                                  |                     | 15 000         |         |
| 7  | Gentofte Sportspark         | Gentofte         | Region Stołeczny   | Hellerup IK, Boldklubben 1903                                     |                     | 15 000         |         |
| 8  | Holstebro Idrætspark        | Holstebro        | Jutlandia Środkowa | Holstebro BK                                                      |                     | 15 000         |         |
| 9  | Ikast Stadion               | Ikast            | Jutlandia Środkowa | Ikast FS                                                          | 1968 / 2008         | 15 000         |         |
| 10 | Nordjyske Arena             | Aalborg          | Jutlandia Północna | Aalborg BK                                                        | 1960 / 2002         | 13 800         |         |
| 11 | Gladsaxe Idrætspark         | Kopenhaga        | Region Stołeczny   | Akademisk BK                                                      | 1940 / 1999         | 13 507         |         |
| 12 | Hvidovre Stadion            | Kopenhaga        | Region Stołeczny   | Hvidovre IF                                                       | 1954 / 1970         | 12 000         |         |
| 13 | Kolding Stadion             | Kolding          | Dania Południowa   | Kolding FC, Kolding IF                                            | 1931 / 2006         | 12 000         |         |
| 14 | Valby Idrætspark            | Kopenhaga        | Region Stołeczny   | Boldklubben Frem                                                  | 1939 / 2003         | 12 000         |         |
| 15 | MCH Arena                   | Herning          | Jutlandia Środkowa | FC Midtjylland                                                    | 2004                | 11 809         |         |
| 16 | Holbæk Stadion              | Holbæk           | Zelandia           | Holbæk B&I                                                        | 1948 / 1975         | 10 500         |         |
| 17 | Vejle Stadion               | Vejle            | Dania Południowa   | Vejle BK                                                          | 2008                | 10 418         |         |
| 18 | CASA Arena Horsens          | Horsens          | Jutlandia Środkowa | AC Horsens                                                        | 1929 / 2009         | 10 400         |         |
| 19 | AutoC Park Randers          | Randers          | Jutlandia Środkowa | Randers FC                                                        | 1961 / 2006         | 10 300         |         |
| 20 | Farum Park                  | Farum            | Region Stołeczny   | FC Nordsjælland                                                   | 1999                | 10 300         |         |
| 21 | Harboe Arena Slagelse       | Slagelse         | Zelandia           | FC Vestsjælland, Slagelse B&I                                     | 1927 / 2013         | 10 000         |         |
| 22 | Køge Stadion                | Køge             | Zelandia           | Køge BK                                                           | 1932                | 10 000         |         |
| 23 | Mascot Park                 | Silkeborg        | Jutlandia Środkowa | Silkeborg IF                                                      | 1929 / 1962         | 10 000         |         |
| 24 | Næstved Stadion             | Næstved          | Zelandia           | Næstved BK                                                        | 1932 / 2002         | 10 000         |         |
| 25 | Nykøbing Falster Idrætspark | Nykøbing Falster | Zelandia           | Nykøbing FC                                                       |                     | 10 000         |         |
| 26 | Spar Nord Arena             | Skive            | Jutlandia Środkowa | Skive IK                                                          |                     | 10 000         |         |
| 27 | Sydbank Park                | Haderslev        | Dania Południowa   | SønderjyskE Fodbold                                               | 2001 / 2014         | 10 000         |         |
| 28 | Viborg Stadion              | Viborg           | Jutlandia Środkowa | Viborg FF                                                         | 1931 / 2002         | 9 566          |         |
| 29 | Lyngby Stadion              | Lyngby           | Region Stołeczny   | Lyngby BK                                                         | 1949                | 9 000          |         |
| 30 | Odense Atletikstadion       | Odense           | Dania Południowa   | FC Fyn                                                            | 1941 / 1996         | 8 000          |         |
| 31 | SEAS-NVE Park               | Herfølge         | Zelandia           | HB Køge (2009–), Herfølge BK (2000–2009)                          | 2000                | 8 000          |         |
| 32 | Hjørring Stadion            | Hjørring         | Jutlandia Północna | FC Hjørring, Fortuna Hjørring                                     |                     | 7 500          |         |
| 33 | DS Arena                    | Hobro            | Jutlandia Północna | Hobro IK                                                          | 19?? / 2014         | 7 500          |         |
| 34 | Sundby Idrætspark           | Kopenhaga        | Region Stołeczny   | Fremad Amager, B 1908 Amager                                      | 1922                | 7 200          |         |
| 35 | Høje Bøge Stadion           | Svendborg        | Dania Południowa   | Svendborg Forende BK                                              | 1930 / 1994         | 7 000          |         |
| 36 | Espelundens Idrætsanlæg     | Rødovre          | Region Stołeczny   | BK Avarta                                                         |                     | 6 000          |         |
| 37 | Gillested Park              | Odense           | Dania Południowa   | Boldklubben 1909                                                  |                     | 6 000          |         |
| 38 | Jetsmark Idrætscenter       | Pandrup          | Jutlandia Północna | Jammerbugt FC                                                     |                     | 6 000          |         |
| 39 | Nørresundby Stadion         | Nørresundby      | Jutlandia Północna | Nørresundby BK                                                    |                     | 6 000          |         |
| 40 | Roskilde Idrætspark         | Roskilde         | Zelandia           | FC Roskilde                                                       |                     | 6 000          |         |
| 41 | Campus Road                 | Odense           | Dania Południowa   | Boldklubben 1913                                                  |                     | 5 000          |         |
| 42 | Riisvangen Stadion          | Aarhus           | Jutlandia Środkowa | Aarhus Fremad                                                     | 193?                | 5 000          |         |
| 43 | Vanløse Idrætspark          | Kopenhaga        | Region Stołeczny   | Vanløse IF                                                        |                     | 5 000          |         |
| 44 | Vejlby Stadion              | Aarhus           | Jutlandia Środkowa | Skovbakken Fodbold                                                |                     | 5 000          |         |
| 45 | Birkerød Stadion            | Birkerød         | Region Stołeczny   | Birkerød Skjold                                                   |                     | 4 500          |         |
| 46 | Østerbro Stadion            | Kopenhaga        | Region Stołeczny   | Boldklubben af 1893, BK Skjold                                    | 1912 / 2009         | 4 400          |         |
| 47 | Dalum Stadion               | Odense           | Dania Południowa   | Dalum IF                                                          |                     | 4 000          |         |
| 48 | Fredericia Ny Stadion       | Fredericia       | Dania Południowa   | FC Fredericia                                                     | 2006                | 4 000          |         |
| 49 | Glostrup Idrætspark         | Glostrup         | Region Stołeczny   | Glostrup FK                                                       |                     | 4 000          |         |
| 50 | Ølstykke Stadion            | Ølstykke         | Region Stołeczny   | SC Egedal, Ølstykke FC                                            |                     | 3 000          |         |
| 51 | Sparekassen Thy Arena       | Thisted          | Jutlandia Północna | Thisted FC                                                        |                     | 3 000          |         |
| 52 | Tingbjerg Idrætspark        | Brønshøj         | Region Stołeczny   | Brønshøj BK                                                       | 1962 / 2003         | 3 000          |         |
| 53 | Ulvehøj Idrætscenter        | Randers          | Jutlandia Środkowa | Vorup FB                                                          |                     | 3 000          |         |
| 54 | Provstejorden               | Aalborg          | Jutlandia Północna | Aalborg Chang                                                     |                     | 2 000          |         |
| 55 | Marienlystcentret           | Odense           | Dania Południowa   | BK Marienlyst                                                     |                     | 1 200          |         |
| -  | Idrætsparken                | Kopenhaga        | Region Stołeczny   | Reprezentacja Danii (19??–1990), Kjøbenhavns Boldklub (19??–1990) | 1911                | rozebrano 1990 |         |